# Nicolas Charpy de Sainte-Croix
Nicolas Charpy de Sainte-Croix, né Nicolas Charpy à Sainte-Croix le 28 décembre 1610 d’Émilien, procureur au bailliage de Mâcon, et de Claudine Larme, est un avocat,théologien, puis conseiller du Roi, littérateur à gages qui fit l'éloge de Louis XIII, fut au service de  Richelieu puis  de Mazarin. Il correspond avec le président du parlement de Paris,  Guillaume Ier de Lamoignon,, et était protégé par Monsieur de Cinq-Mars dont il était secrétaire.
Abbé et prêtre vers 1666, il fut notamment l'auteur de :
- Le juste prince ou le miroir des princes en la vie de Louis le Juste, paris, Sébastien Cramoisy, 1638[5] ;
- Elogium cardinalis Julii Mazarini apologeticum, seu Historiae Gallico-Mazarinae compendium, 1658, un éloge de Mazarin ;
- Vie du bien heureux Gaëtan de Thienne, 1657, dédié au pape Alexandre VII ;
- L'Ancienne nouveauté de l'Ecriture Sainte, ou l'Eglise triomphante en terre, 1657[6].

En 1638, il traduit en vers le Psaume XXI : Paraphrase du Pseaume LXXI. Deus judicium tuum regi da, publié par Jean Camusat à l'occasion de la naissance du dauphin, futur Louis XIV. Il publie en 1657 L'Ancienne nouveauté de l'Écriture Sainte, ou l'Église triomphante en terre. Avec un abrégé des rapports entre le corps naturel de Jésus-Christ, & l'Église son corps mystique pour lequel il est accusé d'hérésie par Jean Desmarets de Saint-Sorlin, ce qui lui vaut un séjour à la Bastille.
En 1674, il donne une édition de L'Intérieur chrestien, ou la Conformité intérieure que doivent avoir les chrestiens avec Jésus Christ de Jean de Bernières.
Il mourut en 1670 empoisonné par l'une des protagonistes de l'affaire des poisons.
Il est parfois cité comme ayant inspiré le personnage de Tartuffe ,, bien que Saint-Simon eût attribué la personnalité de Tartuffe à Mgr de Gabriel de Roquette, évêque d’Autun.
Nicolas Charpy est également décrit  par le révérend Edmond du Mesnil, comme « un fanatique du XVIIe siècle, auteur d’écrits sur les Prophéties et les Psaumes, l'Apocalypse ».
Sa vie est telle que Tallemant des Réaux lui a consacré une historiette.